# Abel Góngora
Abel Góngora (Barcelona, 30 de juliol de 1983) és un animador i director català conegut pel seu treball amb l'estudi d'animació japonès Science SARU. Després d'unir-se a l'estudi com un dels seus primers empleats, Góngora ha exercit com a cap del departament d'animació digital de Science SARU i s'ha especialitzat en l'ús d'Adobe Animate. A més del seu treball com a animador, Góngora també ha exercit com a director d'episodis promocionals de la sèrie estatunidenca OK KO! Let's Be Heroes, i com a director de T0-B1, un curtmetratge del projecte d'antologia de Disney+ Star Wars: Visions.

## Primers anys
Góngora va néixer a Barcelona i va créixer en la localitat d'Elx. Quan era nen, va desenvolupar un amor per dibuixar còmics i aspirava algun dia a tenir una botiga on poder vendre'ls. Va estudiar animació i es va graduar en la Universitat Politècnica de València.

## Carrera

### Treball amb estudis europeus
Góngora va començar la seva carrera a Europa, unint-se a l'estudi d'animació irlandès Cartoon Saloon en 2006. Inicialment va exercir com a dissenyador de locaciones i després es va convertir en animador, treballant en la sèrie de televisió Skunk Fu! (2007–08). Al 2007, Góngora es trasllada a l'estudi d'animació francès Ankama, on va treballar com a animador en les temporades inicials de la sèrie animada Flaix de la companyia Wakfu (2008-2012). Durant el seu temps a Ankama, l'estudi va obrir una filial al Japó, Ankama Japan, i va traslladar un grup de 25 animadors europeus a l'estudi de Tòquio per a treballar amb un equip d'artistes japonesos. Góngora va ser un dels animadors que es va traslladar temporalment a Tòquio; mentre va ser allí, va treballar amb el director Masaaki Yuasa, qui més tard cofundaria Science SARU. Després del tancament de Ankama Japan al 2011, Góngora va tornar a l'estudi principal de Ankama a França. No obstant això, es va mantenir en contacte amb Yuasa i el seu productor associat Eunyoung Choi, i després de la fundació de Science SARU en 2013, es va unir a la nova companyia.

### Treball a Science SARU
Góngora va ser un dels primers cinc membres del personal a unir-se a Science SARU, inclosos Choi i Yuasa. Admirador de Yuasa des del seu treball en la sèrie animada Kemonozume (2006), Góngora estava ansiós per treballar amb ell a causa de la seva estètica artística distintiva i estil de direcció. A diferència d'altres estudis d'animació japonesos que s'han centrat en l'animació tradicional dibuixada a mà o en l'animació per computadora, Science SARU prioritza l'ús de 'animació assistida digitalment' que combina animació digital i dibuixada a mà utilitzant programes com Adobe Animate; un avantatge d'aquest mètode de producció és permetre l'eficiència amb un equip petit.
Góngora va començar el seu treball amb Science SARU en el primer projecte de l'estudi, un episodi de la sèrie animada estatunidenca Adventure Time titulat Food Chain (2014); es va exercir com un dels tres animadors de l'episodi. Després es va exercir com a animador digital en la primera sèrie de televisió de l'estudi, Ping Pong: the Animation (2014); Science SARU va proporcionar serveis de producció d'animació 'assistida digitalment', mentre que Tatsunoko Production va servir com a estudi principal. Góngora va fer el seu debut com a director amb un trio d'episodis promocionals de la sèrie animada estatunidenca OK KO!: Let's Be Heroes (2015-17). Una assignació de direcció posterior va ser la creació de la segona seqüència de crèdits d'obertura de Garo: Vanishing Line (2017-18), que Góngora també guionizó i va animar. Gràcies a aquestes primeres experiències, Góngora es va convertir ràpidament en el líder de l'animació digital en l'estudi i finalment es va convertir en l'artista digital principal de l'estudi. A mesura que l'estudi va fer la transició a projectes més grans, Góngora es va exercir com a cap d'animació digital en les produccions cinematogràfiques de Science SARU Dl. Over the Wall (2017) i The Night Is Short, Walk On Girl (2017), la sèrie de Netflix Devilman crybaby (2018) , i el llargmetratge Ride Your Wave (2019). En 2020, Góngora va guanyar elogis per la seva creació de la seqüència de crèdits d'obertura de Keep Your Hands Off Eizouken! (2020), que posteriorment va inspirar memes d'Internet, va rebre més de 10 milions de visites en el canal oficial de YouTube de Crunchyroll, i va ser nominat a Millor Seqüència d'Obertura en els Crunchyroll Animi Awards 2021.
Al juliol de 2021, Góngora va ser anunciat com a director de T0-B1, un segment de curtmetratge del projecte d'antologia animada Star Wars: Visions (2021). La pel·lícula se centra en un droide que somia amb convertir-se en Jedi i ret homenatge a l'estil artístic clàssic de Osamu Tezuka, l'innovador creador de manga, director i artista que va ajudar a definir l'aspecte de l'animació japonesa. En unir-se al projecte, a Góngora se li va presentar una oportunitat única: la capacitat de crear, "gairebé sense limitacions", una història dins de l'univers de Star Wars que pogués representar els seus interessos visuals i narratius. En última instància, Góngora va decidir fusionar l'estil visual i la sensibilitat de l'animació japonesa de la dècada de 1960 amb les tradicions cinematogràfiques d'acció en viu de la dècada de 1970, que representava la trilogia original de Star Wars. La pel·lícula es va estrenar a tot el món en Disney+ el 22 de setembre de 2021. L'antologia Star Wars: Visions en el seu conjunt va rebre elogis universals i T0-B1 va ser objecte d'elogis particularment forts, amb Juan Barquin de The A.V. Club va anunciar la pel·lícula com a "encantadora, esquinçadora i inspiradora, tot alhora, i prova que un curtmetratge pot tenir més pes que algunes de les pel·lícules de Star Wars".

## Treballs

### Anime

#### Sèries de televisió
Es destaquen papers amb funcions de direcció de sèries.
| Any  | Títol                        | Director(s)                 | Estudi               | Funcions | Refs.  |
| ---- | ---------------------------- | --------------------------- | -------------------- | --- | ------ |
| 2014 | Ping Pong: The Animation     | Masaaki Yuasa               | Tatsunoko Production | Animació | [ 9 ]  |
| 2014 | Garo: The Animation          | Yūichirō Hayashi            | MAPPA                | Supervisor d'animació (#OP 2) Director d'animació (#OP 2) Fotografia (#OP 2) | [ 17 ] |
| 2017 | Garo: Vanishing Line         | Park Sung-hoo               | MAPPA                | Director d'episodi (#OP 2) Guionista gràfic (#OP 2)Animació (#OP 1-2) | [ 17 ] |
| 2020 | Eizōken ni wa Et wo Dasu na! | Masaaki Yuasa               | Science SARU         | Animació d'obertura Animació digital (#12) Animació clau (#9) | [ 17 ] |
| 2024 | Dandadan                     | Fūga Yamashiro              | Science SARU         | Director d'unitat (#OP) Guionista gràfic (#OP) Art de fons (#OP) Fotografia (#OP) Edició (#OP) Animació clau (#1-5), 7; OP) Segona animació clau (#1) Supervisió de disseny (#5) | [ 17 ] |
| 2025 | Dandadan 2nd Season          | Fūga Yamashiro Abel Góngora | Science SARU         | Director Art de fons (#14)Animació Flaix (#14) Animació clau (#14) Fotografia (#14) Retoc TP (#14)                                                                               | [ 30 ] |

#### Pel·lícules
| Any  | Títol                                                                     | Director(s)                       | Estudi            | Funcions                                          | Refs.        |
| ---- | ------------------------------------------------------------------------- | --------------------------------- | ----------------- | ------------------------------------------------- | ------------ |
| 2014 | Crayon Shin-chan Movie 22: Gachinko! Gyakushū no Robo To-chan             | Wataru Takahashi                  | Shin-Ei Animation | Animació                                          | [ 17 ]       |
| 2014 | Yo-Kai Watch: The Movie                                                   | Shigeharu Takahashi Shinji Ushiro | OLM               | Animació Animació clau (Science SARU)             | [ 17 ]       |
| 2015 | Crayon Shin-chan Movie 23: Ora no Hikkoshi Monogatari - Saboten Daisūgeki | Masakazu Hashimoto                | Shin-Ei Animation | Asistent d'animació                               | [ 17 ]       |
| 2017 | The Night Is Short, Walk On Girl                                          | Masaaki Yuasa                     | Science SARU      | Cap d'animació Flash                              | [ 9 ]        |
| 2017 | Lu Over the Wall                                                          | Masaaki Yuasa                     | Science SARU      | Cap d'animació Flash                              | [ 9 ] [ 17 ] |
| 2019 | Ride Your Wave                                                            | Masaaki Yuasa                     | Science SARU      | Cap d'animació Flash Animació Flash Animació clau | [ 9 ] [ 17 ] |
| 2022 | Inu-Oh                                                                    | Masaaki Yuasa                     | Science SARU      | Animació clau                                     | [ 17 ]       |
| 2024 | Garden of Remembrance                                                     | Naoko Yamada                      | Science SARU      | Animació clau                                     | [ 17 ]       |

#### ONAs
Es destaquen papers amb funcions de direcció de sèries.
| Any  | Títol                         | Director(és)                     | Estudi       | Funcions | Refs.         |
| ---- | ----------------------------- | -------------------------------- | ------------ | --- | ------------- |
| 2018 | Devilman Crybaby              | Masaaki Yuasa                    | Science SARU | Cap d'animació Flash Guionista gràfic (#3) Animació clau (#10)                                                                                     | [ 17 ]        |
| 2019 | Super Shiro                   | Tomohisa Shimoyama Masaaki Yuasa | Science SARU | Director d'animació (#4) | [ 9 ] [ 17 ]  |
| 2020 | el Japó s'Enfonsa 2020        | Masaaki Yuasa                    | Science SARU | Cap d'animació Flash Animación clau (#2) Segona animació clau (#1)                                                                                 | [ 17 ]        |
| 2021 | Star Wars: Visions - T0-B1    | Abel Góngora                     | Science SARU | Director | [ 6 ]         |
| 2022 | The Tatami Time Machine Blues | Shingo Natsume                   | Science SARU | Animació Flaix (#2, 5)Animació clau (#2, 5) | [ 17 ]        |
| 2023 | Scott Pilgrim                 | Abel Góngora                     | Science SARU | Director Director d'episodi (#1) Guionista gràfic (#1, 8) Director d'animació (#8) Composició (#OP) Edició Animació Flaix (#OP) Animació clau (#8) | [ 31 ] [ 32 ] |

### Animació occidental

#### Sèries de televisió
| Any  | Títol                          | Estudi                  | Funcions                                                           | Refs.  |
| ---- | ------------------------------ | ----------------------- | ------------------------------------------------------------------ | ------ |
| 2007 | Skunk Fu!                      | Cartoon Saloon          | Animació digital (#14-26) Dissenyador d'escenaris (#1-11, (#14-26) | [ 9 ]  |
| 2008 | Wakfu                          | Ankama Animations       | Animació digital                                                   | [ 9 ]  |
| 2014 | Adventure Time ((Temporada 6)) | Frederator Studios      | Animació digital (#(#7))                                           | [ 14 ] |
| 2016 | OK KO!: Let's Be Heroes        | Cartoon Network Studios | Director d'episodis (#1, 4, 8)                                     | [ 9 ]  |

### Vídeos musicals
| Any  | Títol                | Funcions         | Refs. |
| ---- | -------------------- | ---------------- | ----- |
| 2015 | Song of Four Seasons | Animador digital |       |